# Агрипа Постум
Марко Агрипа Постум (лат. Marcus Agrippa Postumus; Рим, 12. п. н. е. — Планазија, август 14), касније познат као Агрипа Јулије Цезар (лат. Agrippa Iulius Caesar), био је унук римског цара Августа и најмлађе дете Марка Випсанија Агрипе и Јулије Старије. Август га је у почетку разматрао као могућег наследника и формално га усвојио, али га је 6. године нове ере протерао из Рима због његове „зверске природе”. Овај чин, иако не и правно, практично је поништио његово усвајање и обезбедио да Тиберије постане једини Августов наследник. Постума су на крају погубили његови чувари недуго након Августове смрти 14. године.

## Младост и породица
Агрипа Постум је рођен у Риму 12. године пре нове ере, отприлике три месеца након што је његов отац, Марко Випсаније Агрипа, преминуо током лета. Његов отац био је један од водећих генерала цара Августа, а његова мајка, Јулија Старија, била је ћерка Августа и његове друге жене, Скрибоније. Постум је био трећи син и последње дете Агрипе и Јулије; његова старија браћа и сестре били су Гај Цезар, Јулија Млађа, Луције Цезар и Агрипина Старија. Оба његова брата, Гај и Луције, усвојио је Август након Луцијевог рођења 17. п. н. е.
Пре него што је Гај напустио Рим и отишао у Азију, Гај и Луције добили су овлашћење да посвете храм Марса Осветника (1. августа 2. п. н. е.) и организовали су игре поводом посвећења храма. Постум, још увек ученик, учествовао је у „Тројанским играма” са осталим младићима. На овим играма, према Касију Диону, убијено је 260 лавова у Циркусу Максимусу, одржане су гладијаторске борбе и поморска битка између „Персијанаца” и „Атињана”, као и покољ 36 крокодила у Циркусу Фламинијусу.

### Усвајање
У почетку, Август је одлучио да не усвоји Постума како би Агрипа имао бар једног сина који би понео његово породично име. Међутим, превремене смрти принцепса Луција (2. п. н. е.) и Гаја (4. п. н. е.) натерале су Августа да усвоји Постума, свог јединог преосталог биолошког унука, као и Тиберија, свог најстаријег пасторка из брака са његовом трећом женом Ливијом, 26. јуна 4. године нове ере, како би осигурао наследство. Август је пристао да усвоји Тиберија под условом да Тиберије прво усвоји Германика. По усвајању у породицу Јулија Цезара, Постум је преузео име „Марко Јулије Цезар Агрипа Постум”. Након усвајања 4. године, у случају Августове смрти, титула принцепса требало је да припадне прво Тиберију, а затим Германику.
Није било планирано да Постум постане цар; уместо тога, требало је да наследи Августову крвну линију. Он би добио Августово име, имовину и крвну линију, али не и титулу принцепса. Постум није добио никакво посебно образовање или третман након усвајања. Године 5, са 17 година, добио је тогу пунолетства, а његово име је додато списку аристократске омладине квалификоване за војну обуку као официри. То се знатно разликовало од почасти које су добила његова браћа, коју је Август лично увео у Римски форум како би обележио њихово усвајање. Њима је додељена титула Princeps Iuventutis („Вођа омладине”) и обећано им је конзулство пет година унапред, које је требало да преузму када напуне 19 година.

## Егзил
Године 6, избио је устанак у римској провинцији Илирик. Август је послао Тиберија да угуши побуну са својом војском, а пошто након годину дана није остварен жељени резултат, послао је Германика, који је као квестор имао задатак да помогне у брзом окончању рата. Према Касију Диону, разлог због ког је Германик изабран уместо Постума је тај што је Постум имао „неприкладну природу”.
Постум је био познат по томе што је био груб, дрзак, тврдоглав и потенцијално насилан. Поседовао је изузетну физичку снагу и наводно је показивао мало интересовања за било шта осим за риболов. Одбијао је све напоре да поправи своје понашање, што је приморало Августа да га „абдицира” из породице Јулија 6. године и протера у вилу у Суренту, близу Помпеје. Као абдицирани усвојеник (adoptatus abdicatus), изгубио је јулијевско име и вратио се у породицу Випсанијеваца. Антички историчар Велеј Патеркул је овако описао његово протеривање:
Отприлике у ово време, Агрипа... отуђио је од себе љубав свог оца који је уједно био и његов деда, упавши у непромишљене поступке због невероватне порочности у ставу и интелекту; и убрзо, како су његови пороци расли из дана у дан, доспео је до краја који је његова лудост заслужила.
Наредне године, Август је наложио Сенату да трајно утврди Постумово протеривање и преселио га на Планазију, мало острво између Италије и Корзике. Август је појачао природну недоступност каменитог острва тако што је тамо поставио наоружану стражу. Сенат је добио наредбу да никада не дозволи његово ослобађање.
Није постигнут консензус о разлогу зашто је Август протерао Постума. Тацит сугерише да је Августова жена, Ливија, увек одбијала и избегавала Постума, јер је он представљао препреку за њеног сина Тиберија да наследи власт након Августа, будући да је Постум био директни биолошки потомак Августа, за разлику од Тиберија. Нека савремена историјска тумачења сугеришу да је Постум можда био укључен у заверу против Августа. Постум је држан под строгим обезбеђењем.
Постумова сестра Јулија је протерана отприлике у исто време (8. године), а њен муж, Луције Емилије Паул, погубљен је због наводног планирања завере против Августа. Након тога, постојала је завера за спасавање Јулије и Постума коју су планирали Луције Аудазије и Асиније Епикад. Према Светонију, Аудазије и Епикад су планирали да насилно одведу Јулију и Постума до војски. Није јасно какав је био њихов тачан план или чак на које војске Светоније мисли, јер је план завереника откривен рано, вероватно пре него што су чак напустили Рим.

### Догађаји 14. године
Август није предузео никакав напор да контактира Постума до 14. године. Током лета те године, Август је напустио Рим, који више никада неће видети. Главни антички извори који пружају информације о овом периоду, Тацит и Касије Дион, сугеришу да је Август напустио Рим у друштву само једног поузданог пријатеља, сенатора Паула Фабија Максима. Отишли су на Планазију да би обавили контроверзну посету Августовом протеранном унуку.
Фабије и касније Август су преминули на путу назад, не откривши шта су тамо радили. Тацит извештава о њиховој посети Планазији као о гласини, иако Дион то наводи као чињеницу. Према историчару Робину Лејну Фоксу, наводна посета је понекад одбацивана од стране савремених научника. Међутим, показано је да су Август и Фабије били одсутни из Рима средином маја 14. године. Августов усвојени унук, Друз Млађи, тада је примљен у Арвалску браћу, а једна натпис (ILS, 5026) показује да су и Август и Фабије гласали у одсуству да га приме у свештенство.
Постојало је много гласина о исходу њихове експедиције. Тацит наводи гласину да је Август одлучио да преиначи своју одлуку и учини Постума својим наследником. У свом извештају, Фабије је несмотрено испричао својој жени шта се десило током путовања, а то га је коштало живота. Августова жена, Ливија, такође је била оптужена да је отровала свог мужа како би спречила Постума да постане наследник, чиме би потиснуо њеног сина Тиберија. Док се савремени историчари, укључујући Фокса, слажу да су такве приче врло мало вероватне, постоје докази да је Августово путовање било историјско. „То је последњи чин у Августовом дугом маратону тражења и задржавања наследника новог Царства”.

### Смрт
Август је умро 19. августа 14. године. Упркос томе што је био протеран, Постум није био правно разбаштињен и могао је да тражи део Августовог наследства. Према Августовом тестаменту, потписаном 3. априла 13. године, Тиберије би наследио две трећине његовог имања, а Ливија једну трећину. У овом документу се не помиње Постум. Тиберије је одржао еулогију на Августовом погребу и наводно је невољено прихватио титулу принцепса.
Приближно у исто време када је Август умро, Постума је убио центурион Гај Салустије Крипс, пра-нећак и усвојени син историчара Салустија. Када је Крипс известио Тиберија да је „његов налог извршен”, Тиберије је запретио да ће предати овај предмет Сенату и тврдио да није дао такав налог. Тиберије је негирао било какву умешаност, тврдећи да је био на путу за Илирик када је био позван назад у Рим, а касније је издао изјаву да је Август наердио да га Агрипа Постум не надживи. Није јасно да ли је убиство извршено пре или после Тиберијевог преузимања царске власти.

## Наслеђе
Две године касније, Постумов бивши роб Клемент покушао је да се представи као његов бивши господар. Клемент је донекле успео у овоме јер људи нису памтили како је Постум изгледао, али Дион такође наводи да је било сличности између њих двојице. Он је био исти роб који је 14. године покушао да спаси Постума, а ова акција је имала значајан успех међу плебејцима.
Према историчару Ерику С. Груену, разни савремени извори наводе да је Постум био „вулгаран младић, бруталан и груб, и са поквареним карактером”. Римски историчар Тацит га је бранио, али је његова похвала била блага: „[Он је био] млад, физички чврст, заиста груб, Агрипа Постум. Иако лишен свих добрих особина, није био укључен ни у какав скандал”. Било је уобичајено да антички историчари прикажу Постума као слабоумног и грубог. Велеј описује Постума као особу са деформисаним или изопаченим карактером, Дион бележи његову склоност ка насиљу („Имао је импулсиван темперамент...”) и приврженост „робовским занимањима”, а и Тацит и Светоније га описују као жестоког (ferox). Савременици су га описивали као дивљег (trux), а Светоније се слаже са Дионом у погледу „робовских занимања”. Историчар Ендру Петингер тврди да описи Постума откривају моралну несавршеност, а не ментални поремећај.

## Породично стабло
|  |                             |  |  |  |  |  |  |  |  |  |  |  |  |  |  |  |
|  | 4. Луције Випсаније Агрипа  |  |  |  |  |  |  |  |  |  |  |  |  |  |  |  |
|  |                             |  |  |  |  |  |  |  |  |  |  |  |  |  |  |  |
|  |                             |  |  |  |  |  |  |  |  |  |  |  |  |  |  |  |
|  | 2. Марко Випсаније Агрипа   |  |  |  |  |  |  |  |  |  |  |  |  |  |  |  |
|  |                             |  |  |  |  |  |  |  |  |  |  |  |  |  |  |  |
|  |                             |  |  |  |  |  |  |  |  |  |  |  |  |  |  |  |
|  | 1. Агрипа Постум            |  |  |  |  |  |  |  |  |  |  |  |  |  |  |  |
|  |                             |  |  |  |  |  |  |  |  |  |  |  |  |  |  |  |
|  |                             |  |  |  |  |  |  |  |  |  |  |  |  |  |  |  |
|  | 12. Гај Октавије            |  |  |  |  |  |  |  |  |  |  |  |  |  |  |  |
|  |                             |  |  |  |  |  |  |  |  |  |  |  |  |  |  |  |
|  |                             |  |  |  |  |  |  |  |  |  |  |  |  |  |  |  |
|  | 6. Октавијан Август         |  |  |  |  |  |  |  |  |  |  |  |  |  |  |  |
|  |                             |  |  |  |  |  |  |  |  |  |  |  |  |  |  |  |
|  |                             |  |  |  |  |  |  |  |  |  |  |  |  |  |  |  |
|  | 13. Атија Балба Цезонија    |  |  |  |  |  |  |  |  |  |  |  |  |  |  |  |
|  |                             |  |  |  |  |  |  |  |  |  |  |  |  |  |  |  |
|  |                             |  |  |  |  |  |  |  |  |  |  |  |  |  |  |  |
|  | 3. Јулија Старија           |  |  |  |  |  |  |  |  |  |  |  |  |  |  |  |
|  |                             |  |  |  |  |  |  |  |  |  |  |  |  |  |  |  |
|  |                             |  |  |  |  |  |  |  |  |  |  |  |  |  |  |  |
|  | 14. Луције Скрибоније Либон |  |  |  |  |  |  |  |  |  |  |  |  |  |  |  |
|  |                             |  |  |  |  |  |  |  |  |  |  |  |  |  |  |  |
|  |                             |  |  |  |  |  |  |  |  |  |  |  |  |  |  |  |
|  | 7. Скрибонија               |  |  |  |  |  |  |  |  |  |  |  |  |  |  |  |
|  |                             |  |  |  |  |  |  |  |  |  |  |  |  |  |  |  |
|  |                             |  |  |  |  |  |  |  |  |  |  |  |  |  |  |  |
|  | 15. Сентија                 |  |  |  |  |  |  |  |  |  |  |  |  |  |  |  |
|  |                             |  |  |  |  |  |  |  |  |  |  |  |  |  |  |  |
|  |                             |  |  |  |  |  |  |  |  |  |  |  |  |  |  |  |

### Примарни извори
- Cassius Dio, Roman History Books 55–57, English translation
- Suetonius, Lives of the Twelve Caesars, Life of Augustus, Latin text with English translation
- Tacitus, Annals I, English translation

### Секундарни извори
- Alston, Richard (1998), Aspects of Roman History AD 14–117, Routledge, ISBN 0-203-20095-0
- Dumont, Hervé (2009), L'Antiquité au cinéma: Vérités, légendes et manipulations (на језику: француски), Nouveau monde éditions, ISBN 978-2847364767
- Gibson, A. G. G. (2015), Robert Graves and the Classical Tradition, Oxford University Press, ISBN 978-0191057977
- Koortbojian, Michael (2013), The Divinization of Caesar and Augustus, Cambridge University Press, ISBN 978-0521192156
- Levick, Barbara (1976), Tiberius the Politician, Routledge, ISBN 0-203-16513-6
- Levick, Barbara (2012), Claudius, Routledge, ISBN 978-1135107710
- Fox, Robin Lane (2006), The Classical World: An Epic History From Homer to Hadrian, Basic Books, ISBN 978-0465024964
- Mudd, Mary (2012), I, Livia: The Counterfeit Criminal. the Story of a Much Maligned Woman, Trafford Publishing, ISBN 978-1-4120-4606-0
- Norwood, Frances (1963), „The Riddle of Ovid's Relegatio”, Classical Philology, 58 (3)
- Pettinger, Andrew (2012), The Republic in Danger: Drusus Libo and the Succession of Tiberius, Oxford University Press, ISBN 978-0199601745
- Powell, Lindsay (2015), Marcus Agrippa: Right-hand Man of Caesar Augustus, Pen & Sword Military, ISBN 978-1848846173
- Swan, Michael Peter (2004), The Augustan Succession: An Historical Commentary on Cassius Dio's Roman History, Oxford University Press, ISBN 0-19-516774-0
- Syme, Ronald (1958). „Imperator Caesar: A Study in Nomenclature”. Historia. 7 (2): 172—188. JSTOR 4434568.
- Terrace, Vincent (1981), Television: 1970–1980, A.S. Barnes, ISBN 978-0498025396
- Vagi, David L. (1999), Coinage and History of the Roman Empire, c. 82 B.C. – A.D. 480: History, Fitzroy Dearborn Publishing, ISBN 1-57958-316-4